# Lik Sang
Lik-Sang var en försäljare av TV-spel och tillbehör. Försäljningen upphörde under hösten 2006 eftersom företaget inte längre kunde klara ekonomin på grund av ökade utgifter som ett resultat av de stämningar som riktats mot företaget från Sony.